# Tapiena ensigera
Tapiena ensigera är en insektsart som beskrevs av Heinrich Hugo Karny 1923. Tapiena ensigera ingår i släktet Tapiena och familjen vårtbitare. Inga underarter finns listade i Catalogue of Life.